# Friend Richardson
William Richardson, detto Friend (1º dicembre 1865 – Berkeley, 6 settembre 1943), è stato un politico statunitense.
È stato il governatore della California dal gennaio 1923 al gennaio 1927. Rappresentante inizialmente del Partito Progressista e poi del Partito Repubblicano, è stato Ministro del Tesoro della California dal gennaio 1915 al gennaio 1923 con Hiram Johnson e poi William Stephens alla guida dello Stato.